# Organiste et maître des choristes
 (juin 2016).
Si vous disposez d'ouvrages ou d'articles de référence ou si vous connaissez des sites web de qualité traitant du thème abordé ici, merci de compléter l'article en donnant les références utiles à sa vérifiabilité et en les liant à la section « Notes et références ».
Organiste et maitre des choristes est un titre accordé au directeur musical d'une cathédrale, en particulier à une cathédrale de l'Église d'Angleterre. La tradition remonte au Moyen Âge. Il est à la fois organiste et chef de chœur.
La responsabilité de l'organiste et maître des choristes consiste en la formation et la direction du chœur de la cathédrale. Le sous-organiste ou adjoint de l'organiste joue habituellement aux services de la cathédrale mais il est également appelé à prendre en charge les fonctions chorales si l'organiste est indisponible.
L'organiste et maître des choristes ayant servi le plus longtemps est Andrew Goodwin, qui a pris sa retraite à la cathédrale de Bangor le 31 octobre 2009, après y avoir servi 37 ans.